# Jonathan Watling
Jonathan Watling (* 29. Februar 1976) ist ein ehemaliger Ruderer aus den Vereinigten Staaten, der bei Weltmeisterschaften zwei Medaillen im Achter gewann.

## Sportliche Karriere
Jonathan Watling belegte mit dem amerikanischen Achter den vierten Platz bei den Weltmeisterschaften 2001. 2002 siegte er mit dem Achter beim Weltcup in Luzern. Bei den Weltmeisterschaften 2002 in Sevilla gewann der Achter die Bronzemedaille hinter den Booten aus Kanada und Deutschland. Ein Jahr später siegten bei den Weltmeisterschaften 2003 in Mailand erneut die Kanadier, der US-Achter erkämpfte mit einer Sekunde Rückstand die Silbermedaille. 2004 belegte Watling mit dem Achter den vierten Platz beim Weltcup in Luzern. Beim Olympiasieg zwei Monate später war Bryan Volpenhein anstelle von Watling Schlagmann des US-Achters.
Jonathan Watling ist Absolvent der Yale University und promovierter Mediziner des Columbia College of Physicians and Surgeons. 2011 heiratete er die ehemalige Ruderin Dana Peirce.